# Ditomyia carinata
Ditomyia carinata är en tvåvingeart som beskrevs av Zaitzev 1980. Ditomyia carinata ingår i släktet Ditomyia och familjen hårvingsmyggor. Inga underarter finns listade i Catalogue of Life.